# Б-239 «Карп»
Б-239 «Карп» (до 1992 года К-239) — советская и российская атомная подводная лодка проекта 945 «Барракуда», головной корабль своего проекта и первая советская атомная подводная лодка 3-го поколения.

## История строительства
16 марта 1976 года зачислена в списки ВМФ СССР как крейсерская подводная лодка. 20 июля 1979 года заложена на заводе «Красное Сормово» в Горьком под заводским номером 3001. В том же году сформирован экипаж, прошедший обучение в 270-м учебном центре в Сосновом Бору и прибывший на завод для обучения на строящемся корабле. В 1981 году экипаж прошёл стажировку в Западной Лице.
29 июля 1983 года К-239 была спущена на воду, в августе-сентябре переведена в плавучем доке внутренними водными путями в Северодвинск, базировалась на Северной сдаточной базе завода Красное Сормово при Севмаше. В конце 1983 года перешла в Оленью губу для достройки. 29 сентября 1984 года подписан приёмный акт.

## История службы

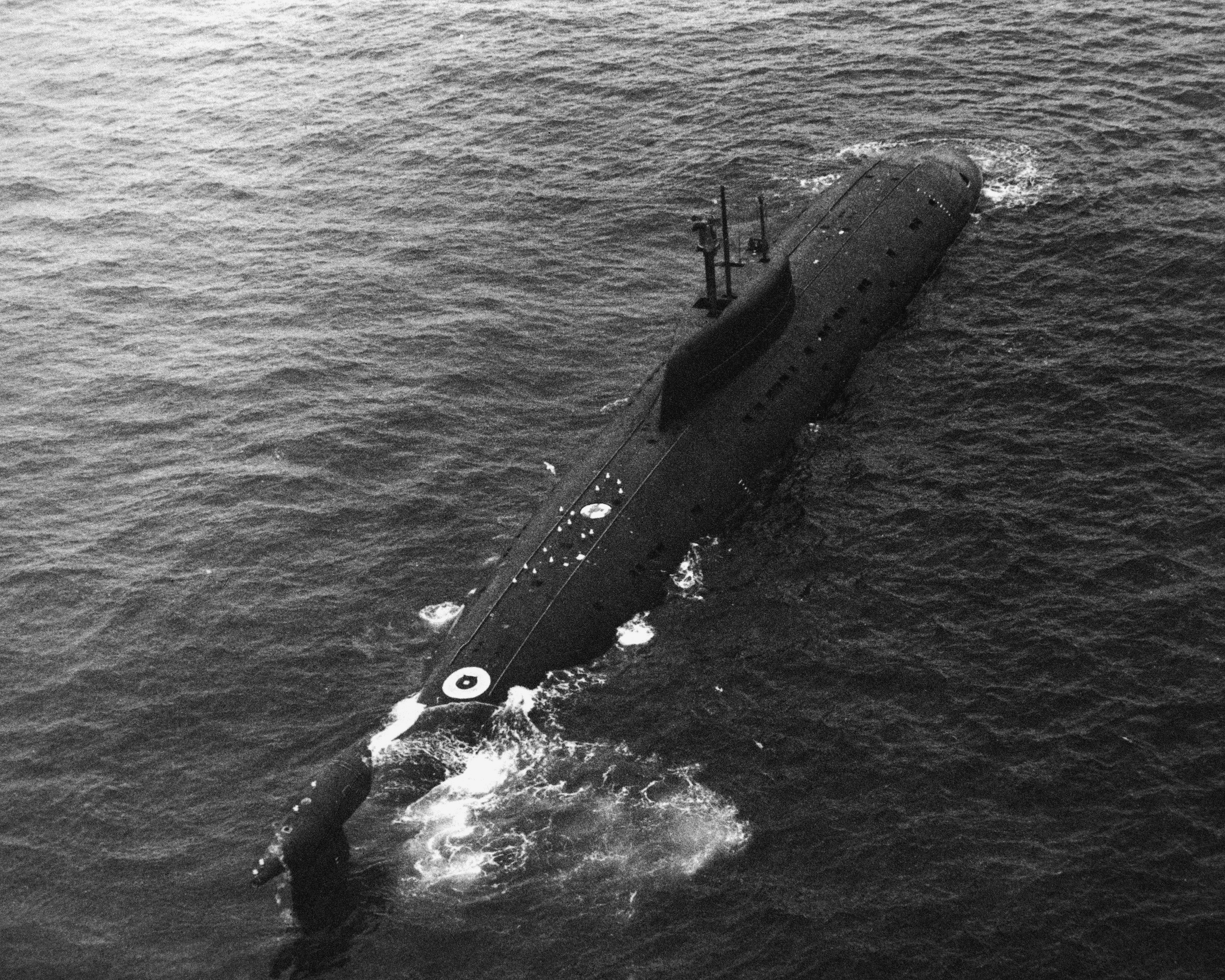
К-239 в море, 1 ноября 1984 года

25 октября 1984 года К-239 прибыла к месту базирования в Западную Лицу. 7 декабря включена в состав 6-й дивизии 1-й флотилии подводных лодок Северного флота, 29 марта 1985 года после сдачи экипажем всех учебных задач вошла в состав сил постоянной готовности. В 1985 году на К-239 после тщательной подготовки впервые в мире были успешно произведены испытания всплывающей спасательной камеры. В июле того же года К-239 успешно прошла глубоководные испытания.
В 1986, 1987, 1990 годах выходила на боевые службы.
В 1991 году в составе дивизии перебазирована в Ара-губу, Видяево. 3 июня 1992 года переименована в Б-239. 6 апреля 1993 года получила имя «Карп». В 1994 году в связи с расформированием 6-й ДиПЛ вместе с остальными кораблями дивизии передана в состав 7-й ДиПЛ с прежним местом базирования.
В 1994 году переведена на ЦС «Звёздочка» для проведения ремонта. В 1998 году из-за отсутствия средств на ремонт выведена из состава флота, оставлена в Северодвинске.
14 мая 2014 года стало известно о заключении контракта Минобороны РФ и предприятия ЦС «Звёздочка» на модернизацию Б-239 и Б-276 по проекту 945М с продлением срока службы на 10 лет. Были произведены работы по выгрузке отработанного ядерного топлива, с 2015 года ремонт остановлен, работы свёрнуты из-за отсутствия финансирования.
В 2022 году экипаж Б-239 переведён на сокращённый штат.
По состоянию на 2024 год Б-239 «Карп» продолжает находиться в отстое, информация о планах по ремонту или утилизации отсутствует.

## Командиры
- 1976—1982: Гурьев Э. В.
- 1982—1986: Кузнецов М. Ю.
- 1986—1991: Барышков Г. В.
- 1991—1994: Викулин В. М.
- на 1994: Семёнов С.
- 2007—2010: Жиганов А.Д
- 2010—2011: Цыганков А. С.
- 2002-н.в.: Иванов А.